# William F. Readdy
William Francis Readdy dit Bill Readdy est un astronaute américain né le  24 janvier 1952.

## Vols réalisés
- 22 janvier 1992 : Discovery (STS-42)
- 12 septembre 1993 : Discovery (STS-51)
- 16 septembre 1996 : Atlantis (STS-79)